# Valentinus Paquay

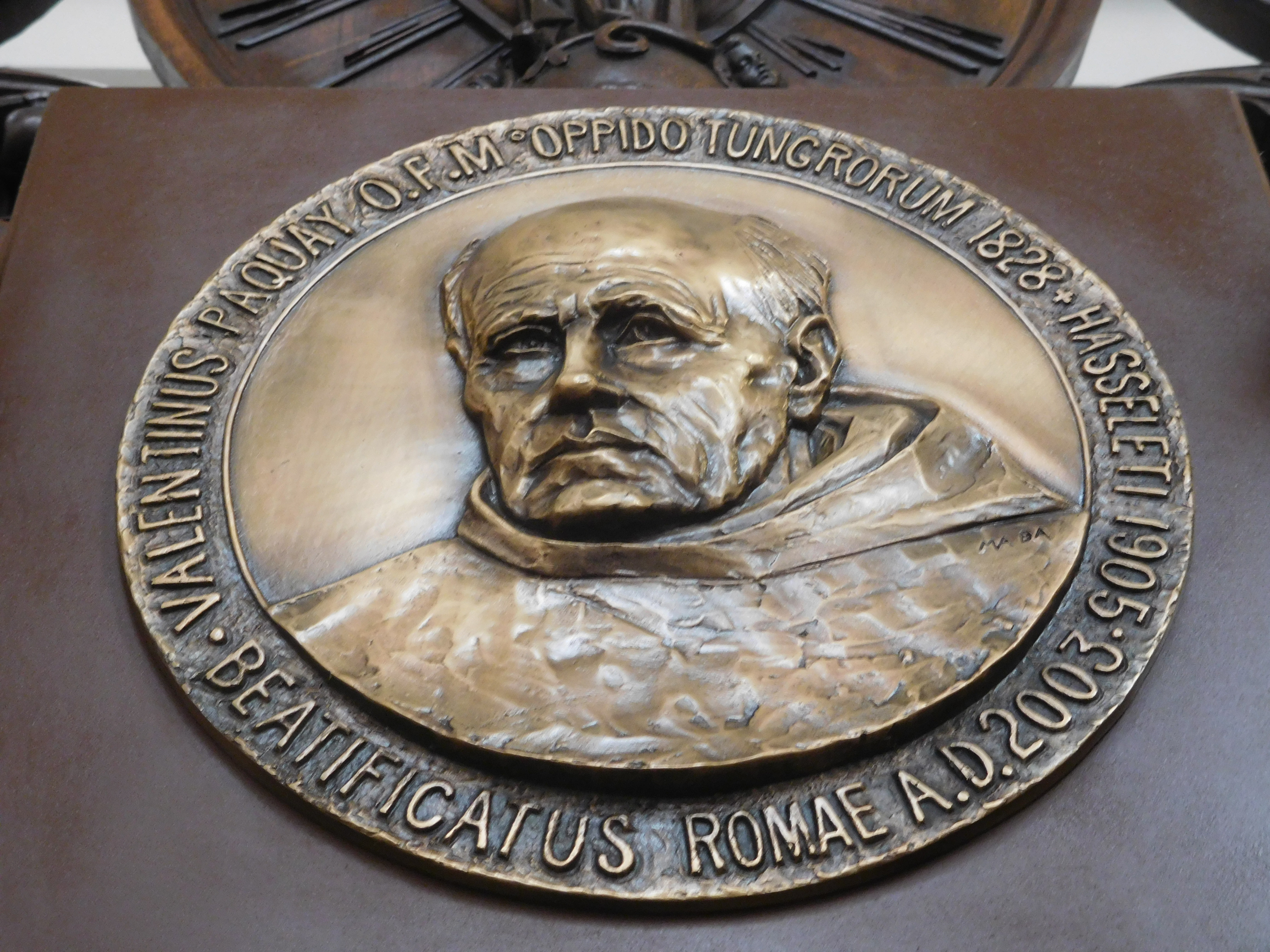
Valentinus Paquay

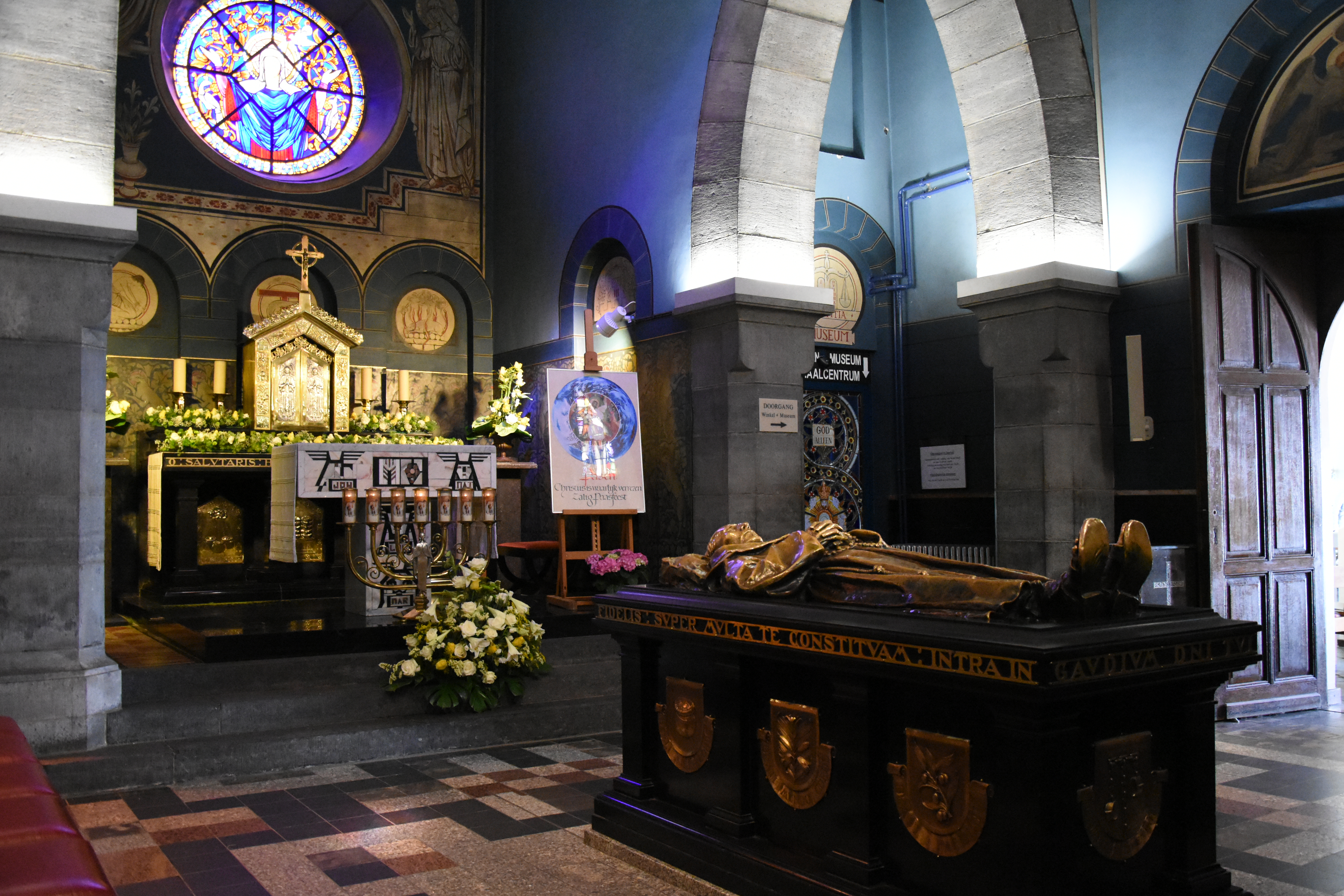
Het graf van Valentinus Paquay in de kapel van het minderbroedersklooster

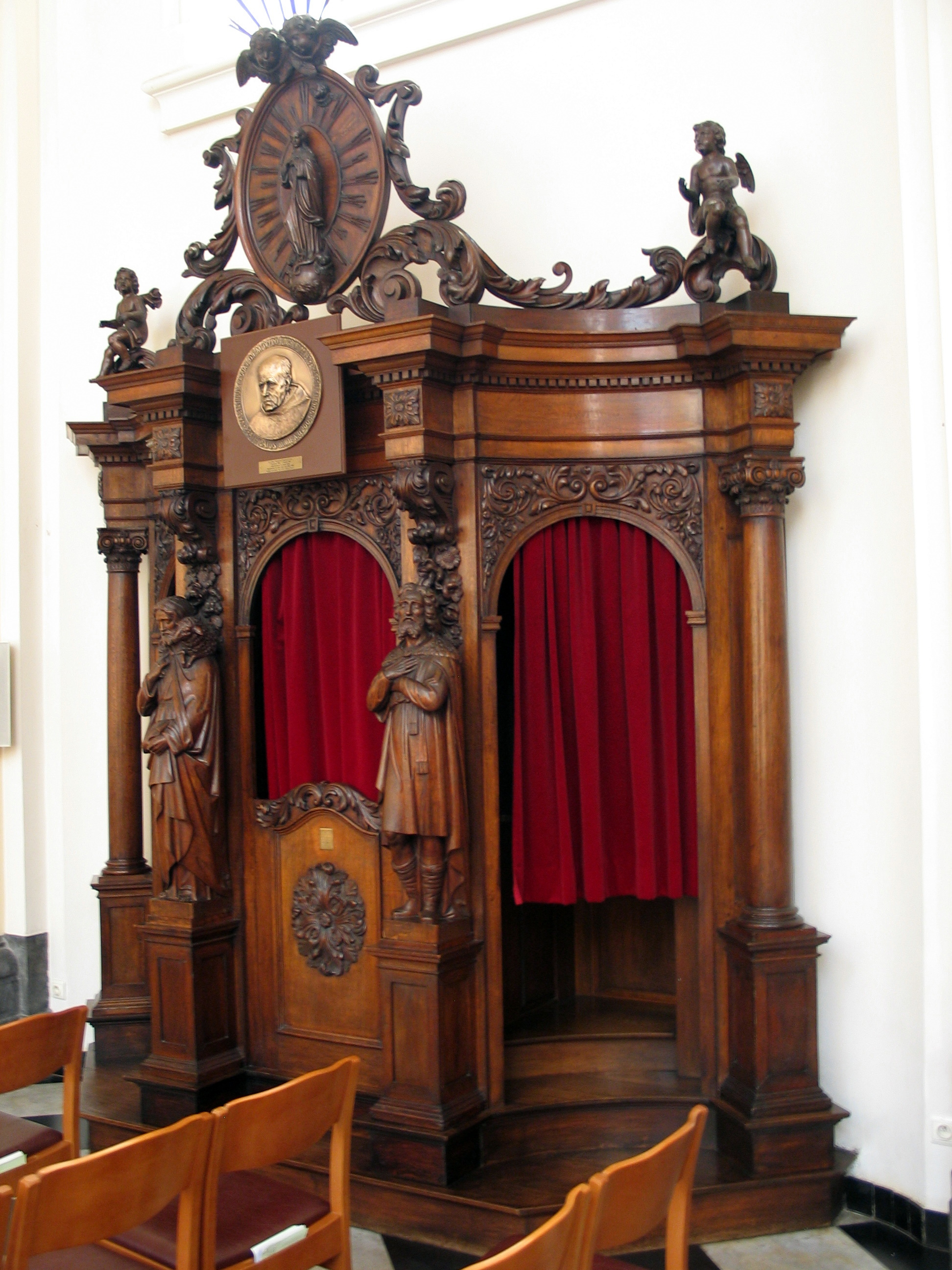
De biechtstoel die Valentinus Paquay gebruikte

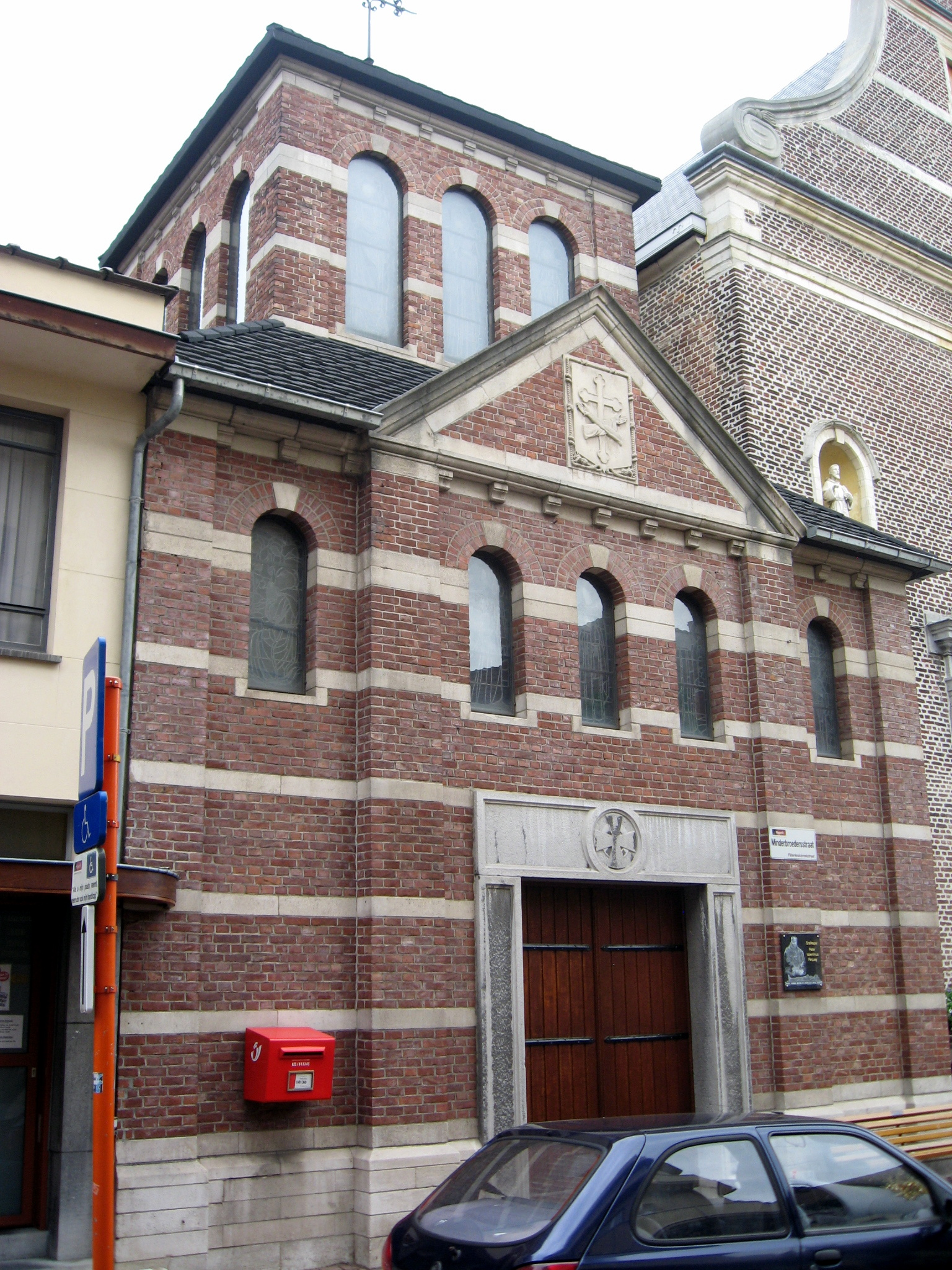
Grafkapel van het Heilig Paterke

Valentinus Paquay, (Tongeren, 17 november 1828 — Hasselt (België), 1 januari 1905), geboren onder de naam Jan Louis of Joannes Ludovicus Paquay en ook bekend als het Heilig Paterke van Hasselt is een Vlaamse katholieke zalige.

## Leven
Paquay was lid van de orde van de Minderbroeders en nam de naam Valentinus aan. Paquay werd priester gewijd op 10 juni 1854. Tijdens zijn leven maakte pater Paquay grote naam als biechtvader (o.a. in de Virga Jessebasiliek en de Minderbroederskerk) en als bereidwillig mens die steeds voor iedereen klaarstond. Volgens veel getuigen, die bij hem gebiecht hebben, had hij de gave der profetie en kon hij het geweten van de mensen doorgronden. Als mensen vergaten iets op te biechten tijdens de biecht, kon hij hen precies herinneren aan wat ze vergeten waren.

## Verering
Toen pater Paquay op 1 januari 1905 overleed aan de gevolgen van ouderdomskanker, kwam een ware mensenmassa naar de begrafenis. Zijn graf op het oude kerkhof van Hasselt werd al gauw een bedevaartsoord. In 1926 werd zijn lichaam overgebracht naar de grafkapel in de Minderbroedersstraat in Hasselt, waar zijn graf nog dagelijks door velen wordt bezocht. Daar is ook een museum aan hem gewijd.

## Zaligverklaring
Op 4 mei 1970 vaardigde paus Paulus VI het decreet uit over de deugden van de Eerbiedwaardige Pater Valentinus Paquay. Valentinus Paquay werd zalig verklaard in 2003.